# Muyelensaurus
Muyelensaurus là một chi khủng long, được Calvo González-Riga & Porfiri mô tả khoa học năm 2007.